# Фридельсхаузен
Фридельсхаузен (нем. Friedelshausen) — община в Германии, в земле Тюрингия. 
Входит в состав района Шмалькальден-Майнинген. Подчиняется управлению Вазунген-Амт Занд.  Население составляет 316 человек (на 31 декабря 2010 года). Занимает площадь 6,91 км².